# Микільська брама Київської фортеці
Микі́льська бра́ма (Микільський форт, оборонна казарма з Микільською брамою, казарма на пересипі, казарма понтонерів, Вежа № 7) — частина київської фортифікаційної системи ХІХ сторіччя, головний, парадний в'їзд на територію фортеці та одна із найцікавіших її споруд. Розташована у Києві на вулиці Івана Мазепи, 1.
Постановою Ради міністрів УРСР «Про доповнення списку пам'яток містобудування і архітектури УРСР, що перебувають під охороною держави» № 442 від 6 вересня 1979 року і наступними нормативними актами внесена до Державного реєстру національного культурного надбання.
Пам'ятка архітектури національного значення (охоронний номер 867/24).

## Історія

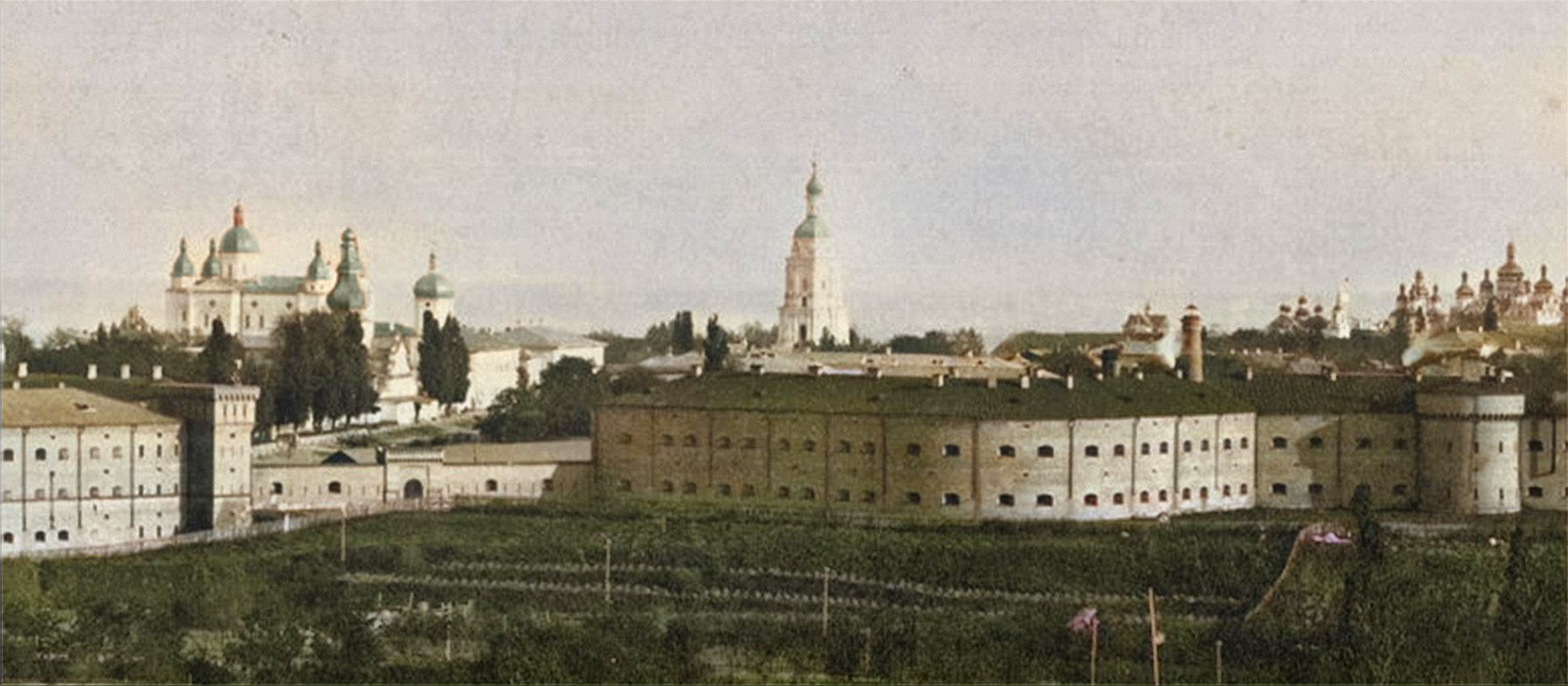
Микільська брама (зліва) з'єднана муром з «Арсеналом» (в центрі)

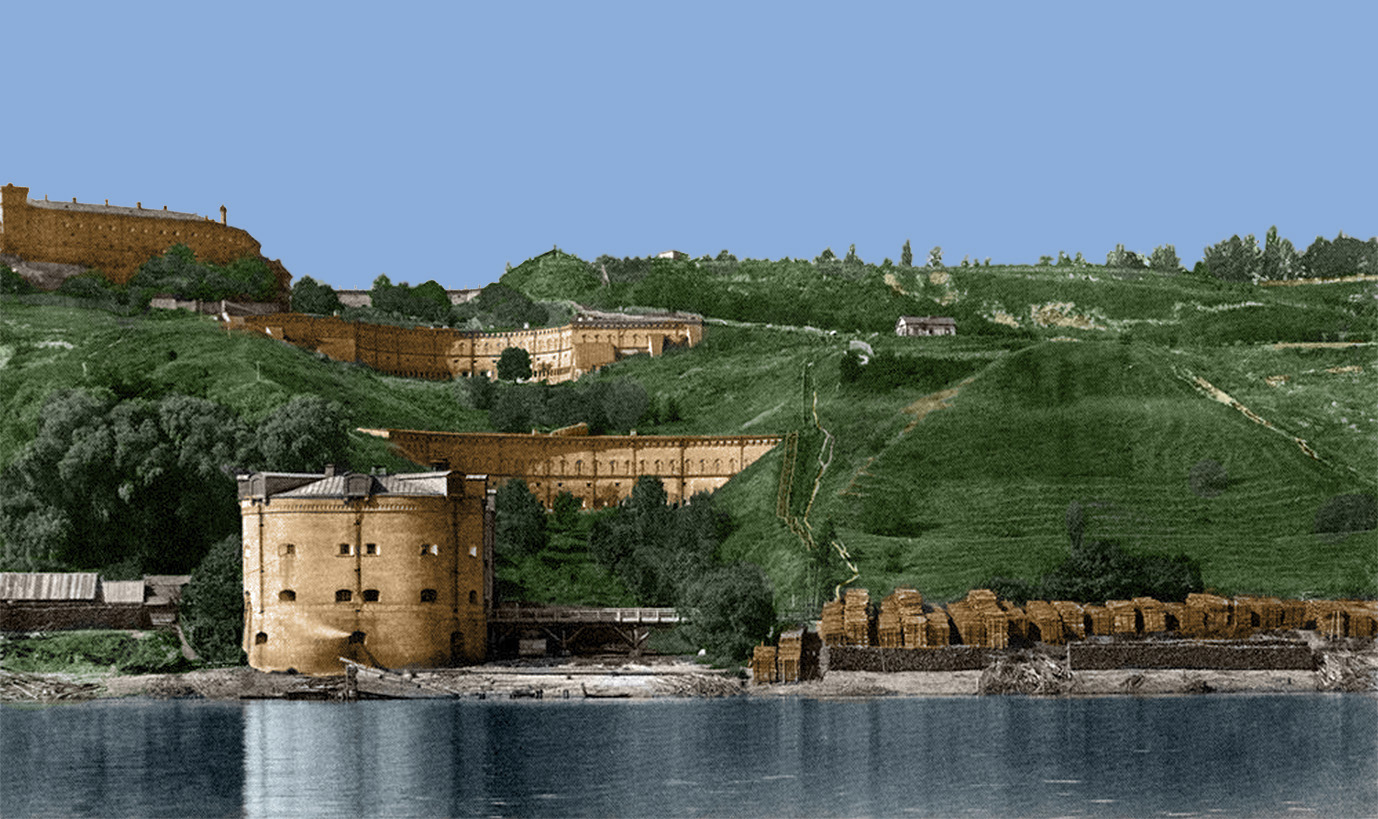
Микільську браму (вгорі зліва) з боку Провалля захищали Подільські ворота, верхні і нижні підпірні мури

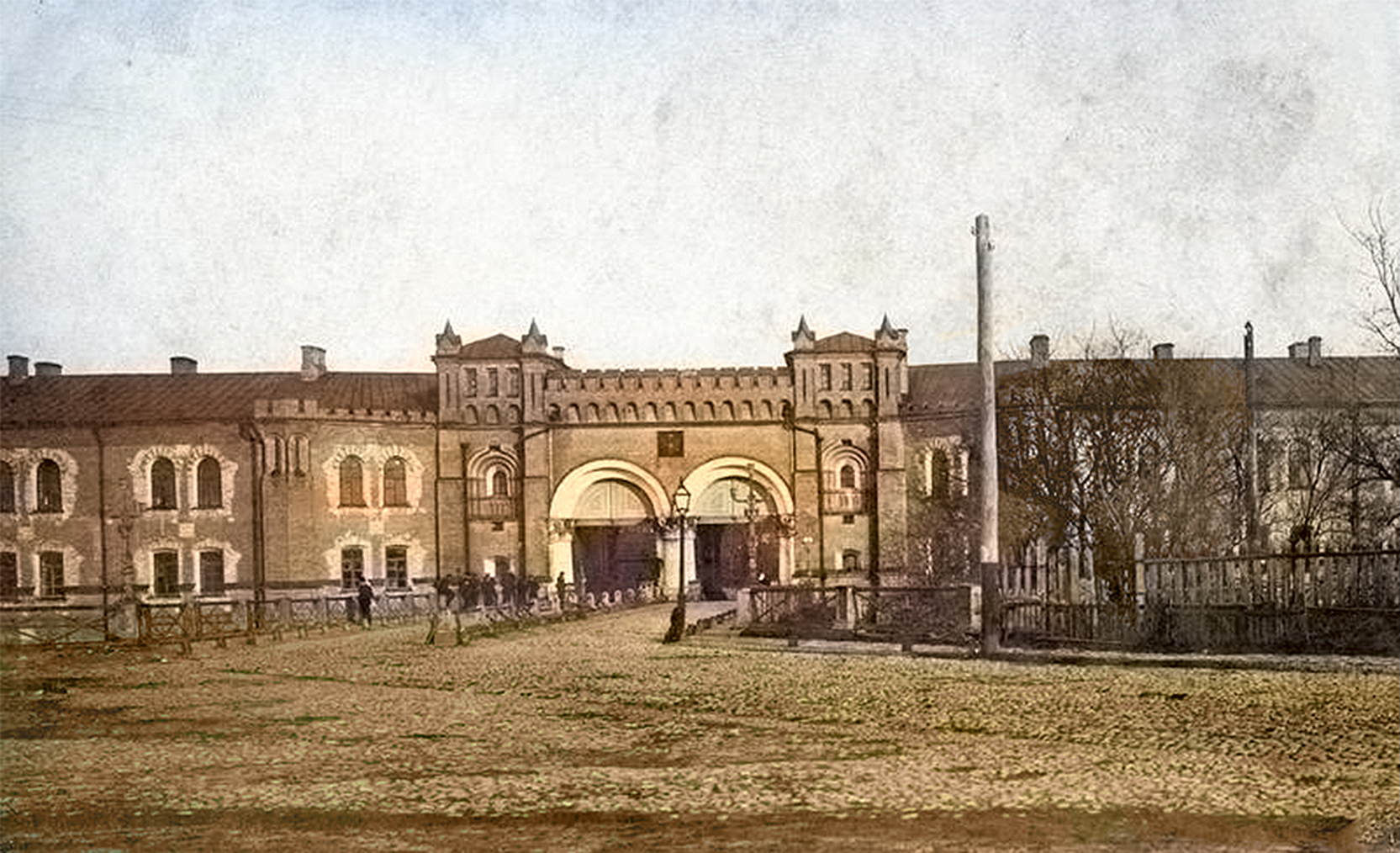
Казарма і брама з зовнішнього боку, 1910-і

У середині XVIII століття на місці Микільської брами розташовувався артилерійський польовий двір, показаний на Генеральному плані Києва 1745 року. Як це можна побачити на даному плані, місцевість була в цілому незабудованою. Біля артилерійського двору пролягав, через вузький природний пересип, який розділяв Кловський яр і Провалля, прокладений у 1713—1715 роках шлях, якій з'єднав Печерськ через Липки зі старим Іванівським шляхом (йшов приблизно за напрямом Інститутської вулиці), що вів до Печерських воріт Старого міста. На Печерську цей шлях починався біля так званих «курганів кордонних», які розташовувались біля рогу Микільської (сучасна вулиця Івана Мазепи) та Московської (сучасна вулиця Князів Острозьких) вулиць.. На цьому пересипі планувалося поставити круглу вежу № 7, але цей план був переглянутий на користь складнішої споруди.
1846 року розпочали будівельні роботи за проєктом архітектора Петра Таманського і військового інженера О. Фреймана. Яр на місці майбутньої Арсенальної площі засипали. Водночас закладання фундаменту на насипному ґрунті вимагало проведення складних інженерних робіт. Під час таких робіт у глибокому котловані засипало 19 солдатів, що працювали у ньому, врятувати вдалося лише чотирьох. У ході проведеного розслідування винних осіб так і не було виявлено.
Оборонна казарма з'єднувалась з виробничими майстернями заводу «Арсенал» цегляним муром із бійницями. Перед казармою та майстернями пролягав рів, що з'єднувався з Кловським яром. 1847 року перед брамою у рові спорудили прямокутний капонір на 9 казематів, з яких рів міг обстрілюватися в обидва боки фланкуючим вогнем. На дах капониру спирався міст, що вів до брами, та мав підйомну секцію. Микільський форт із головною брамою Київської фортеці завершили 1850 року. Казарма була розрахована на розміщення 500 солдатів і 15 офіцерів. Озброєння мало складатися зі 133 гармат і 137 рушниць.
У 1853—1854 роках Провалля на схилах Дніпра укріпили верхніми і нижніми напівкруглими підпірними мурами. Під час воєнних дій вони мали охороняти Микільську браму і захищати проходи до Ланцюгового мосту.
Незабаром фортеця втратила своє стратегічне значення і браму заложили.
1855 року на другому поверсі лівого крила облаштували станцію магнитного телеграфу, в казематах казарми — гауптвахту, , а в 1863 році — арештантську для «таємних в'язнів».
У 1917—1918 роках казарми віддали Третьому понтонному батальйону, який контролювався більшовиками. У пам'ять про них радянська влада перейменувала споруду на «Понтонні казарми», або «казарми понтонерів».

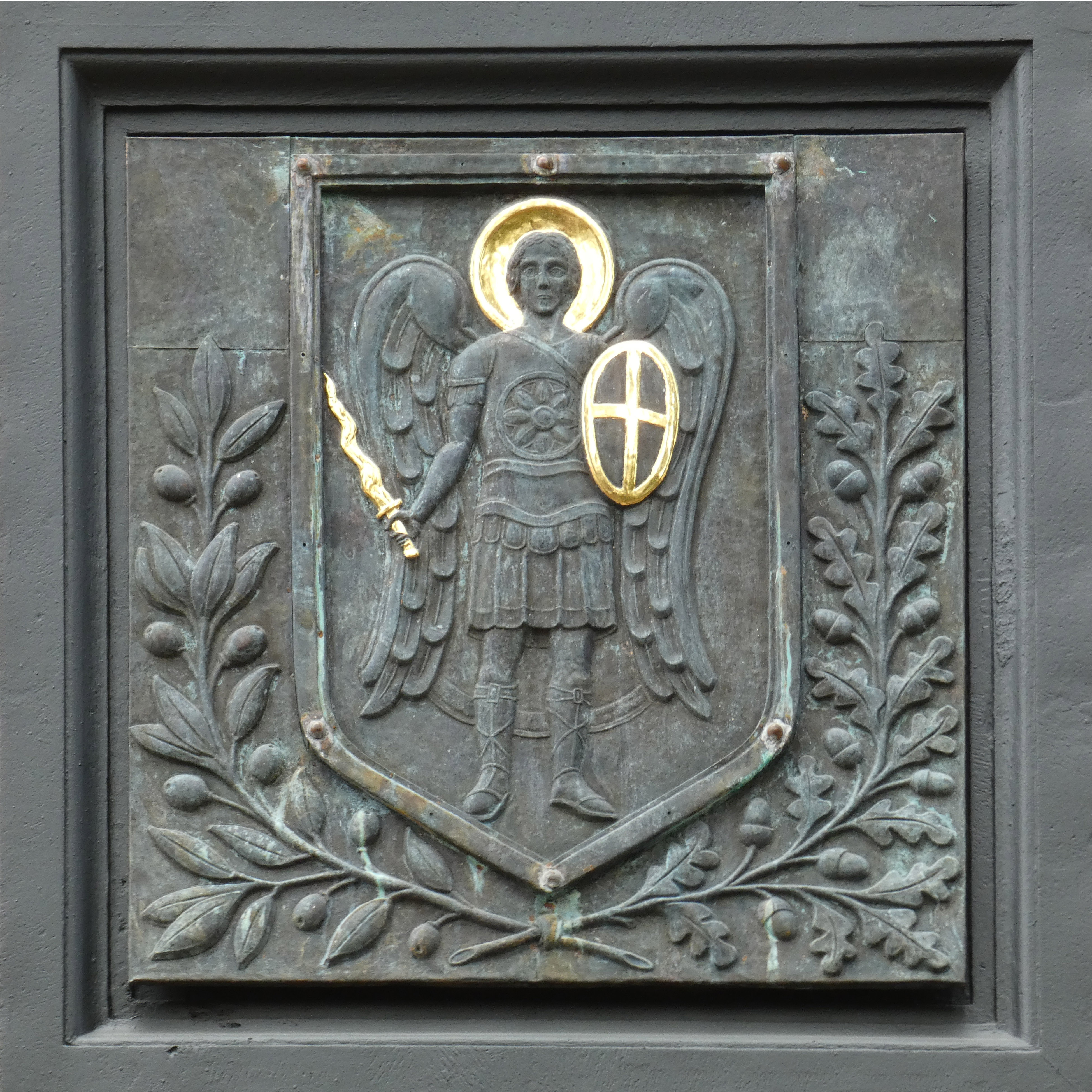
Герб Києва на брамі

Під час окупації Києва в 1941—1943 роках у казармі квартирував підрозділ угорських військ. Від нього над арками воріт, на місці герба Російської імперії, лишився угорський герб. Після звільнення Києва ніша була закрита фанерною дошкою, яку зняли під час реконструкції у 2020. Виявлений герб Угорщини замінили на герб Києва.
1951 року казарми передали міністерству оборони.
Згодом тут розквартировувалось військове містечко № 23 з комендатурою Києва, управлінням військової служби правопорядку, галузевим архівом міністерства оборони, автопарком і плацом. Приміщення займав також ансамбль пісні і танцю Збройних Сил України.
2007 року поруч із брамою спорудили житловий комплекс на Грушевського, 9-А. Забудовник пішов на порушення будівельних норм. Замість одинадцяти запроєктованих поверхів звели двадцять два. Щоб будинок міцно стояв на краю пагорба, у ґрунт вбили тридцятиметрові палі. Це викликало занепокоєння, оскільки такі дії могли спричинити руйнування історичних пам'яток, розташованих поруч. Майже одразу на склепінні казарм утворились тріщини завтовшки в 40 см.

## Розкрадання військового майна

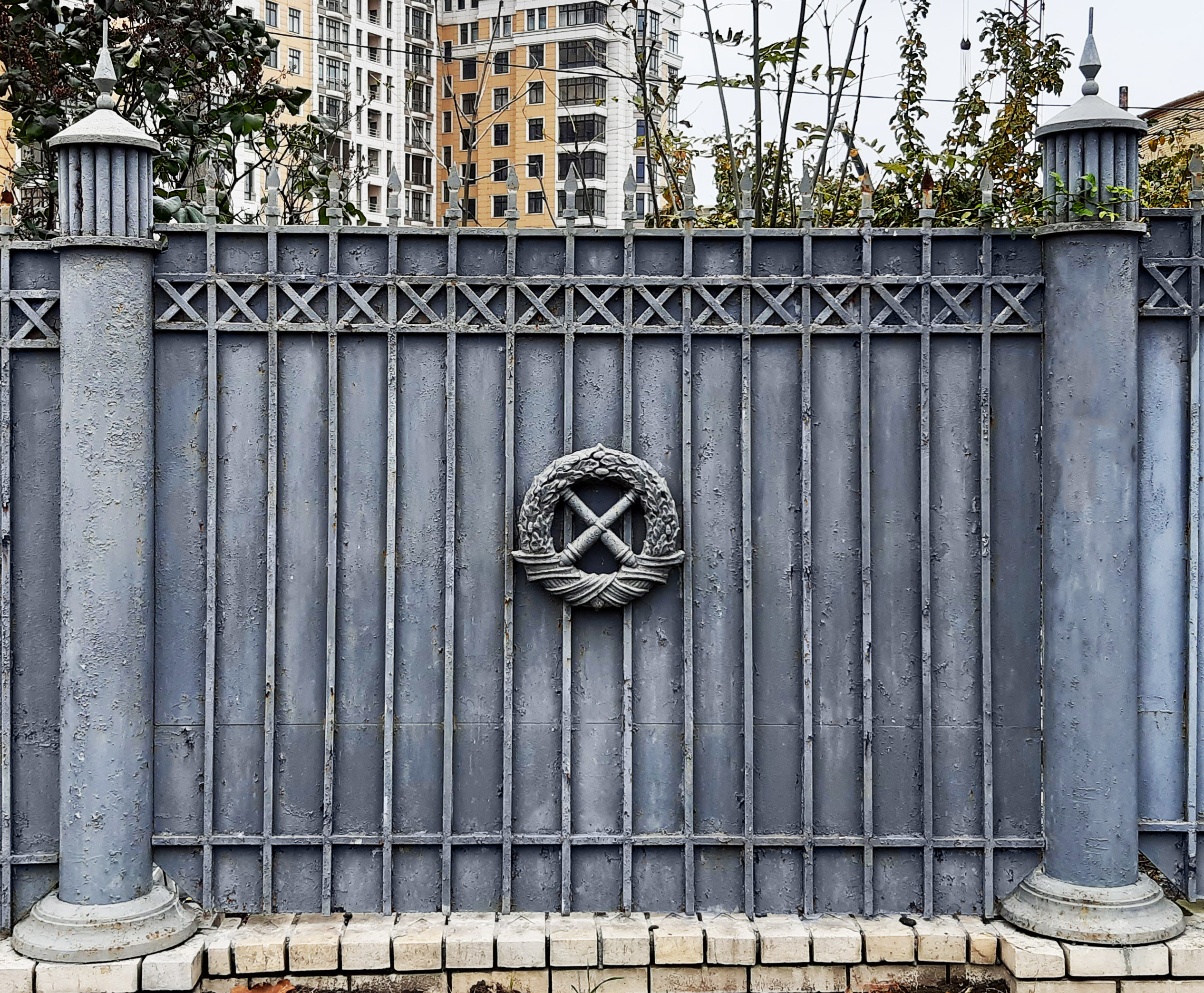
Паркан колишньої військової частини № 23

2003 року частину території військового містечка площею 0,6 гектар відчужили в Міністерства оборони України, за згодою тодішнього керівництва, на користь ТОВ «Інвес». Одночасно вилучили частину території військового містечка № 24 на вулиці Івана Мазепи, 38-40.
У вересні 2004 року військове відомство обміняло цю ділянку в центрі міста на житло для військовослужбовців на околиці Харкова — на вулиці Свинаренка, 18 і 20. Відповідний договір міни з ТОВ «Хрещатик Інвестбуд» підписав начальник Управління майна та земельних ресурсів В. Волинський, за довіреністю тогочасного міністра оборони Євгена Марчука.
У лютому 2007 року Київська міська рада, яку очолював на той момент Леонід Черновецький, продала ТОВ «Хрещатик Інвестбуд» гектар землі під комендатурою за 16,89 млн гривень, за іншими даними — за 18,24 млн гривень.
Президент Віктор Ющенко ініціював розслідування, яке не увінчалось успіхом. Після Євромайдану в парламенті створили тимчасову комісію для проведення розслідування відомостей щодо фактів розкрадання в Збройних Силах України та підриву обороноздатності держави у період з 2004 по 2017 роки. Зокрема розглядалося питання про відчуження території військових містечок № 23 і 24 на вулиці Івана Мазепи, 1, 38-40. За її висновками, міністерство оборони пішло на вкрай невигідні умови. До того ж, інша сторона не дотрималась взятих на себе зобов'язань. Тому в Харкові житлові об'єкти змушені були профінансувати частково Міноборони з держбюджету, а частково — місцева громада. Хоча державі завдали значних збитків, правоохоронна система так і не спромоглась притягнути до відповідальності винних осіб.

## Реконструкція Арсенальної площі та Микільської брами

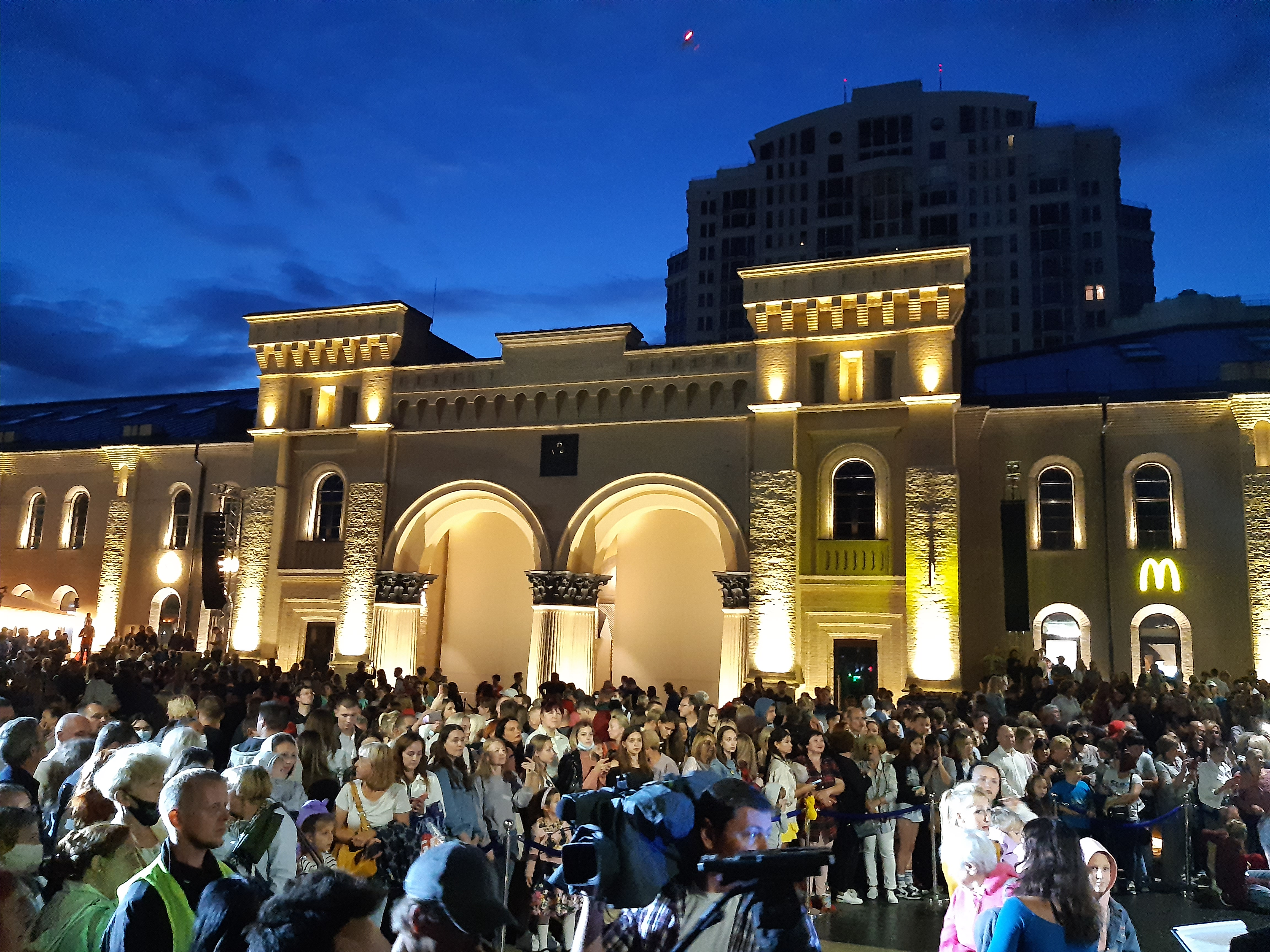
Урочистості з нагоди завершення реконструкції площі і брами (2021)

2008 року київська влада дозволила реставрувати браму ТОВ «Хрещатик Інвестбуд», якому продали земельну ділянку під комендатурою. Однак спромоглися лише позбивати з мурів тиньк червоного кольору. Натомість будівля постала у первісному цегляному стилі, характерному для Києва ХІХ сторіччя.
У липні 2020 року міський голова Віталій Кличко оголосив про реконструкцію Арсенальної площі за кошти приватних інвесторів («A Development»). Восени розпочали перебудову колишньої казарми з брамою під комерційні потреби. На площі замінили стару бруківку на німецький клінкер. Облаштували нові лави та енергоощадне освітлення.
Перша черга ремонтних робіт, яку завершили 29 грудня 2020 року, тривала протягом трьох місяців. Її вартість становила 22 млн грн. Передбачено створити єдиний комерційний простір у рамках проєкту «A-Station», який реалізували у вересні 2019 року з іншого боку вулиці, під мурами заводу «Арсенал». Там вже відкрили ресторани, офісні та інші заклади. Проект реконструкції будівлі було виконано творчою архітектурною майстернею А.Пашенько (https://pashenko.com.ua/). 
2021 року реновацію Арсенальної площі завершили. На брамі відновили декор, зокрема чотири лев'ячі маскарони. У будівлі розмістили Макдональдс та інші заклади харчування. 1 вересня відбулося відкриття громадського простору на площі і світломузичного фонтану із системою динамічних форсунок, яка працює за допомогою 56 насосів. В урочистях взяли участь міський голова Віталій Кличко, піаніст Євген Хмара, симфонічний оркестр. Однак уже 2 вересня, наступного дня після відкриття, фонтан пошкодили. Вантажівка наїхала на фонтанну плитку і частково провалила її.

Реновація площі і брами
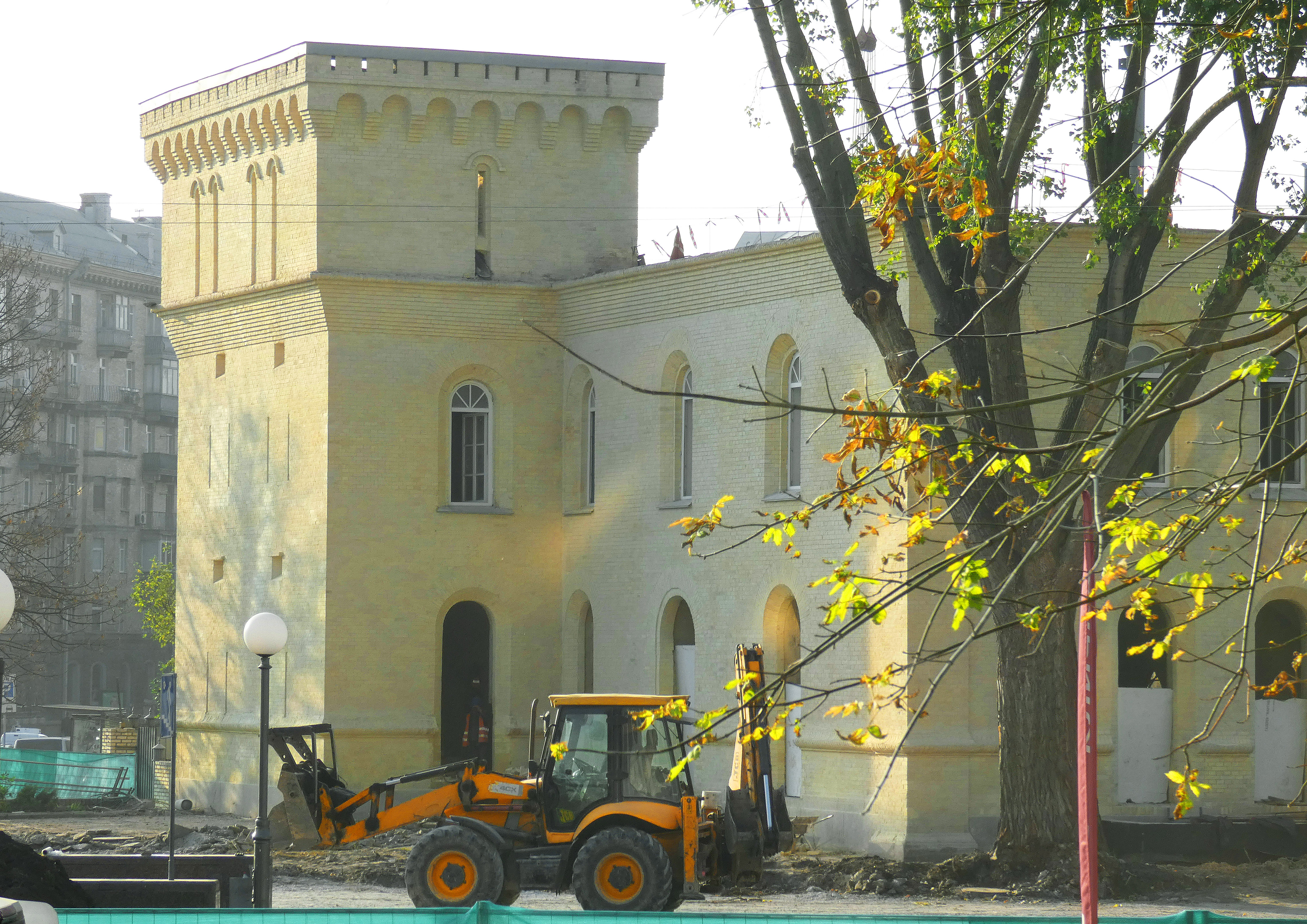
Реконструкція брами восени 2020 року
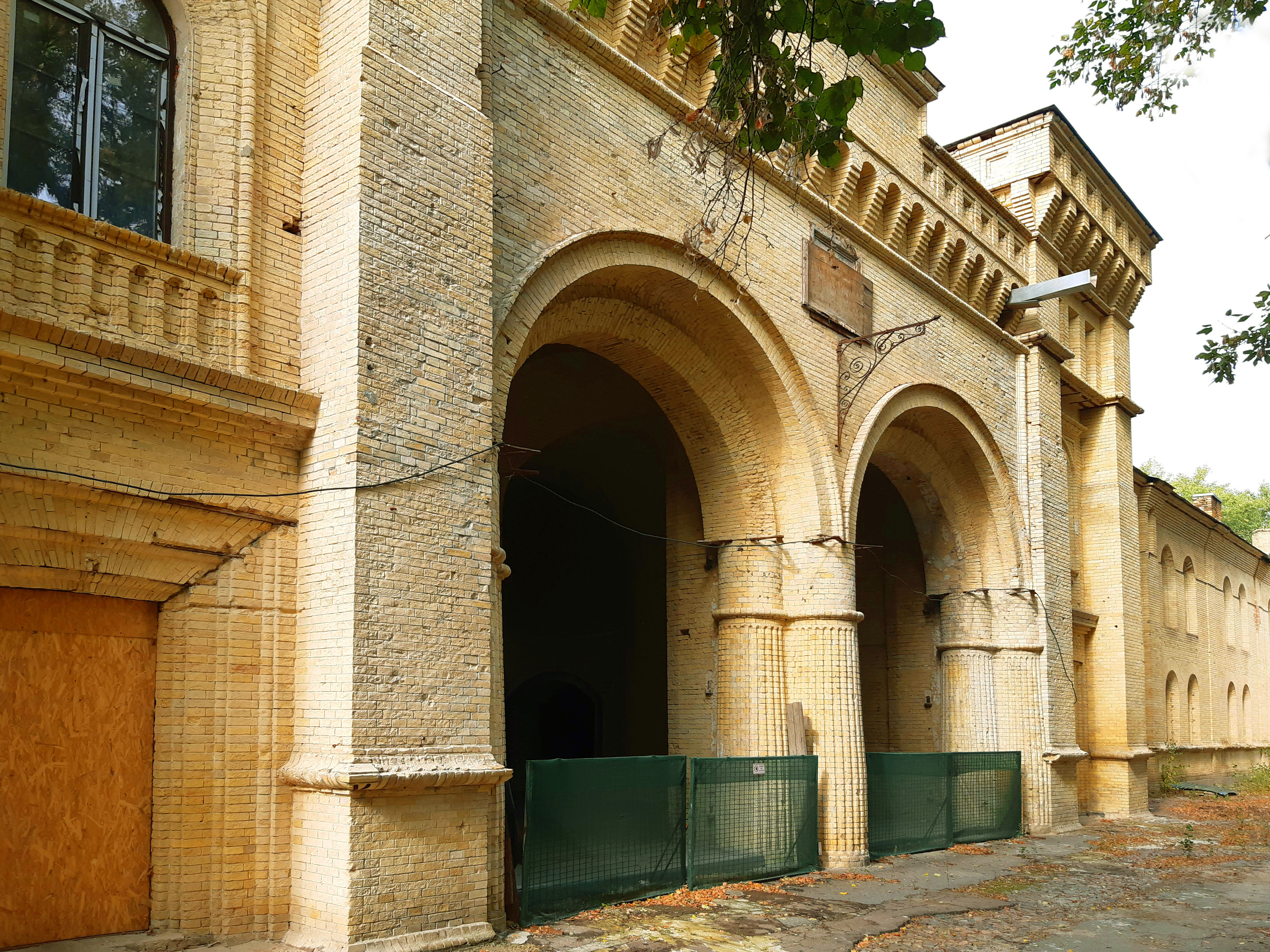
Південно-східний (внутрішній) бік брами
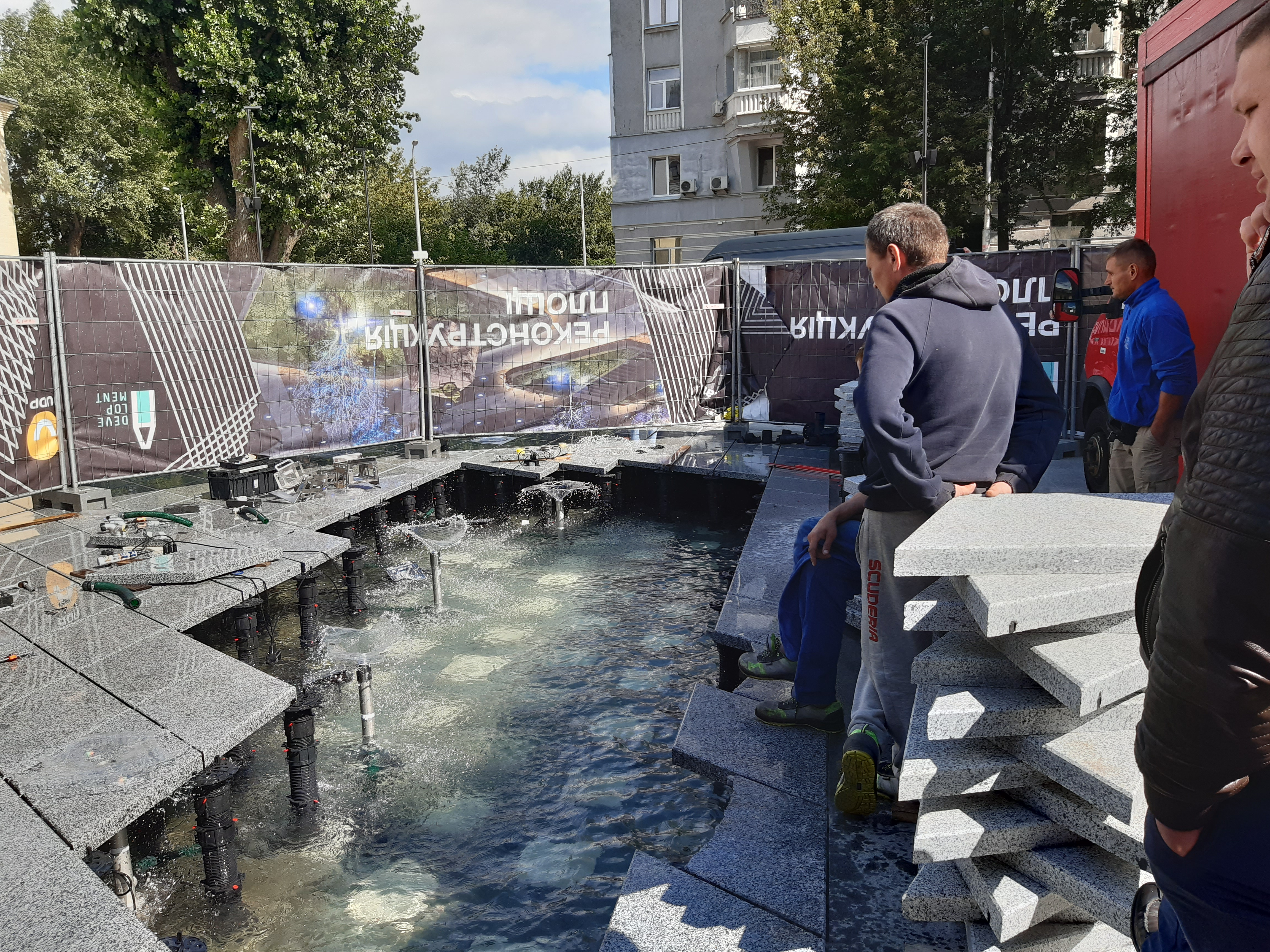
Пошкоджений фонтан (2021)

Відкриття Арсенальної площі і брами після реконструкції (2021)
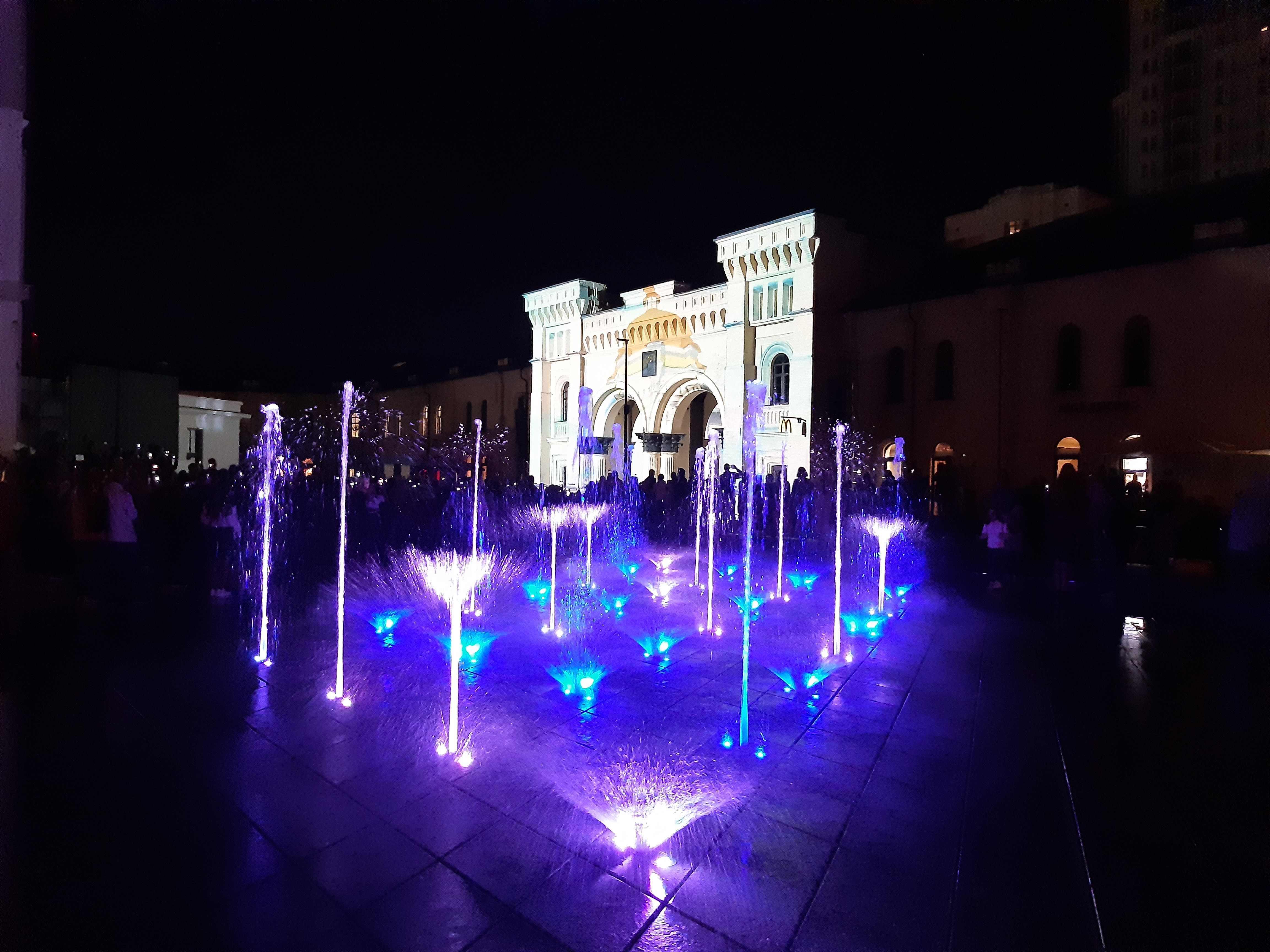
Світломузичний фонтан і 3D-шоу на мурах брами
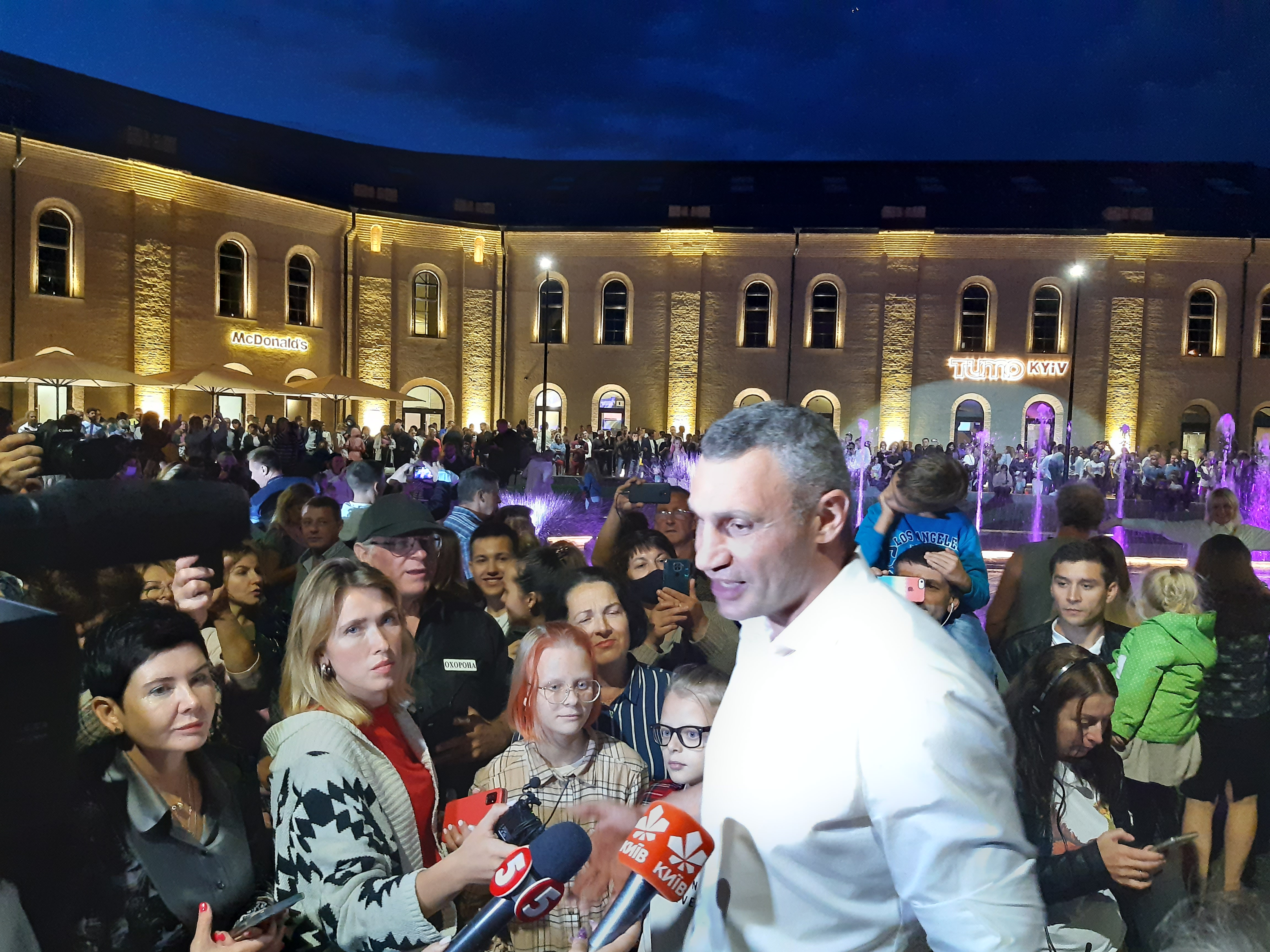
Міський голова Віталій Кличко
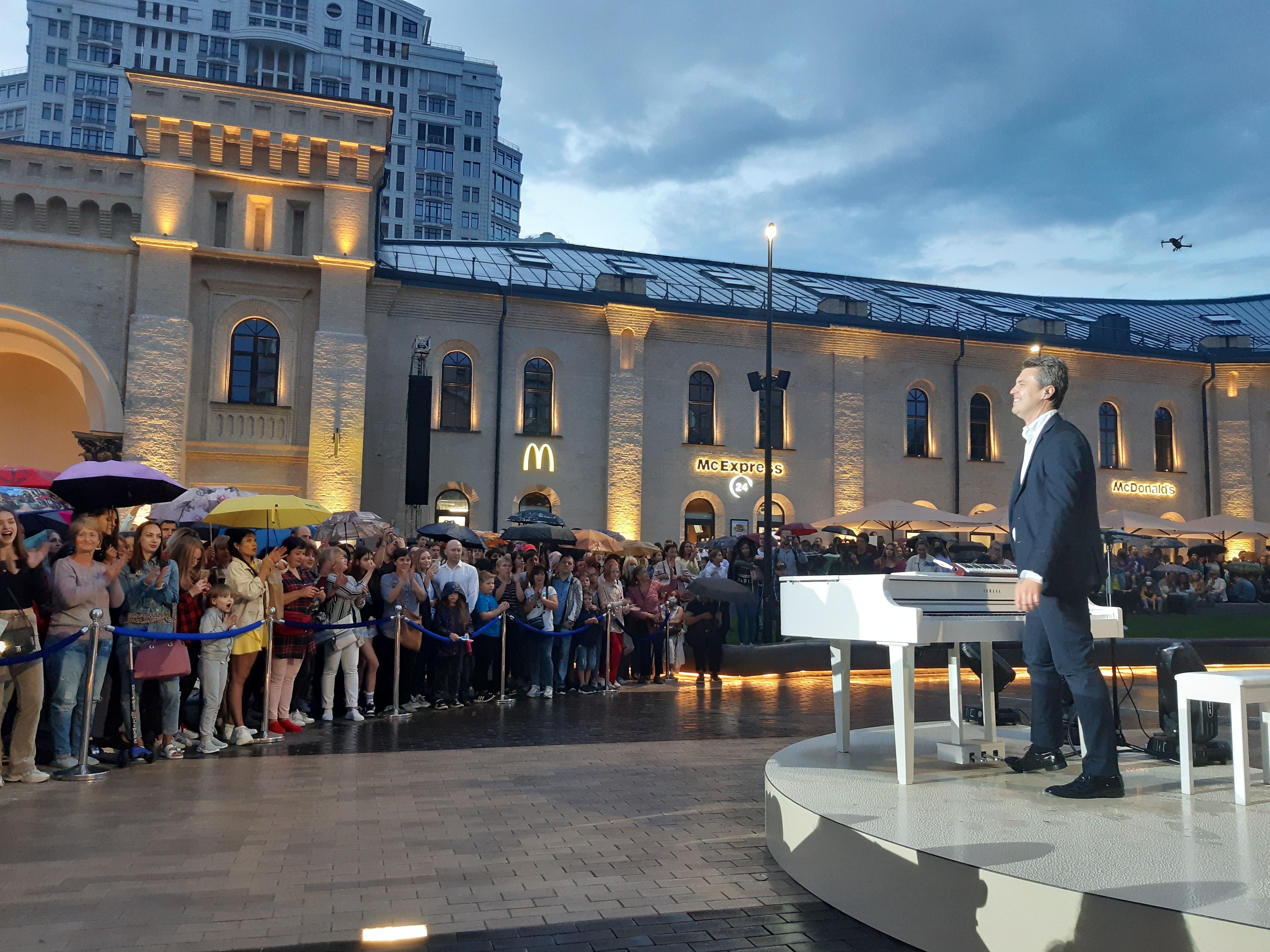
Піаніст Євген Хмара

## Архітектура

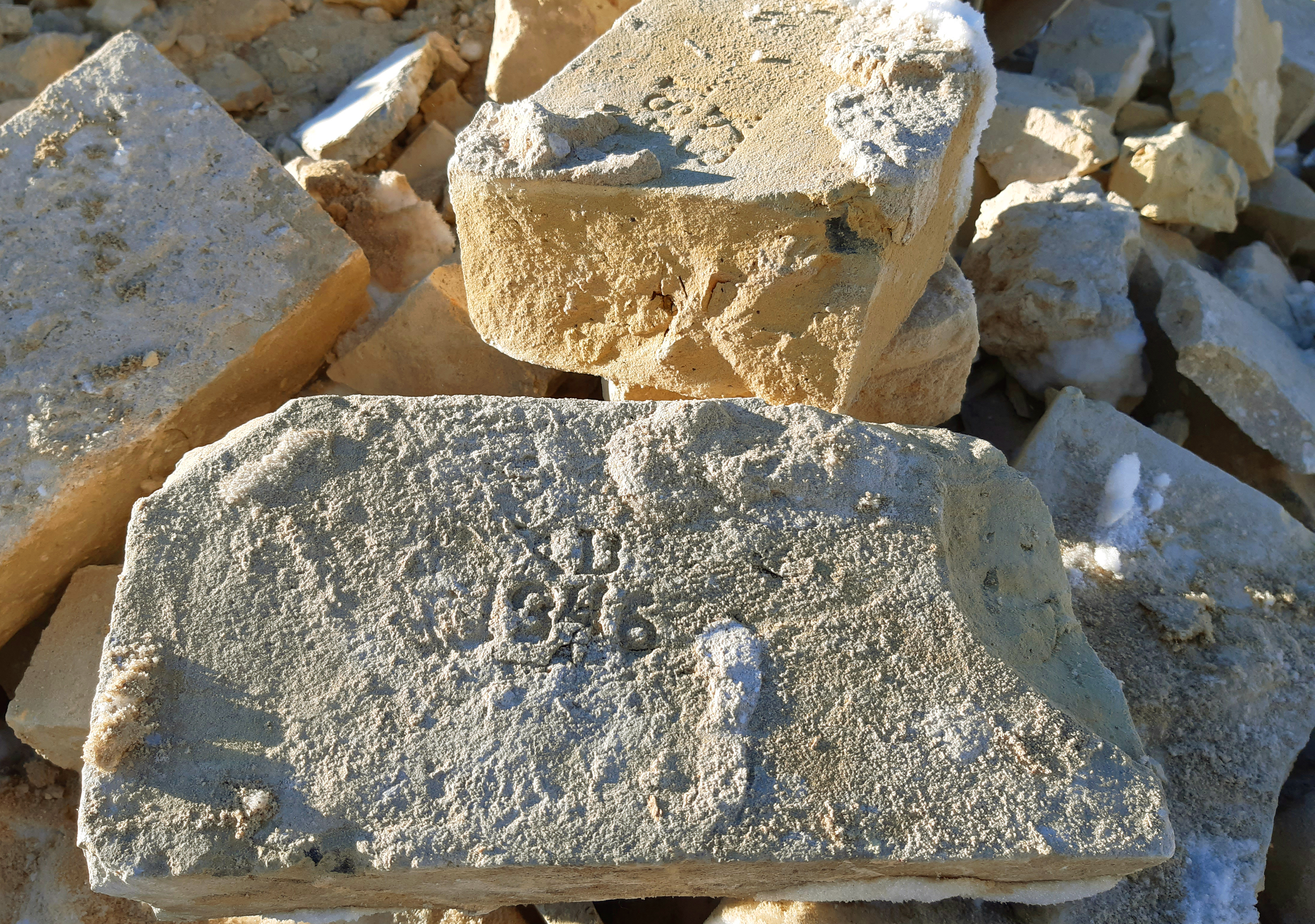
Цегла з тавром цегельні й роками виробництва

Будівля триповерхова з боку рову і двоповерхова з тилу. Висота кожного поверху — близько 4,5 м, товщина стін — до 1,5 м. Центральна частина казарм акцентована брамою з двоарковим проїздом. До неї вів дерев'яний міст із підйомною секцією.
Будівля розділена на 87 склепінних відсіків-казематів, кожен з яких мав по дві амбразури, звернені на зовнішній фасад.
Казарма фланкована розгорнутими крилами. Композиція підкреслена двома вежами. Брама із західного боку (з боку Старого Києва) завершена машикулями і декоративними визубнями, з боку горжи (зі східного боку, зверненого до Печерська) — машикулями й аттиком. Бічні крила акцентовані квадратними вежами із зубчастим парапетом.
Арки були фланковані напівколонами композитного ордера. 1852 року браму прикрасили орнаментами і лев'ячими маскаронами.
Для будівництва використовували шість видів цегли, на кожній з яких стоїть тавро цегельні й рік виробництва.

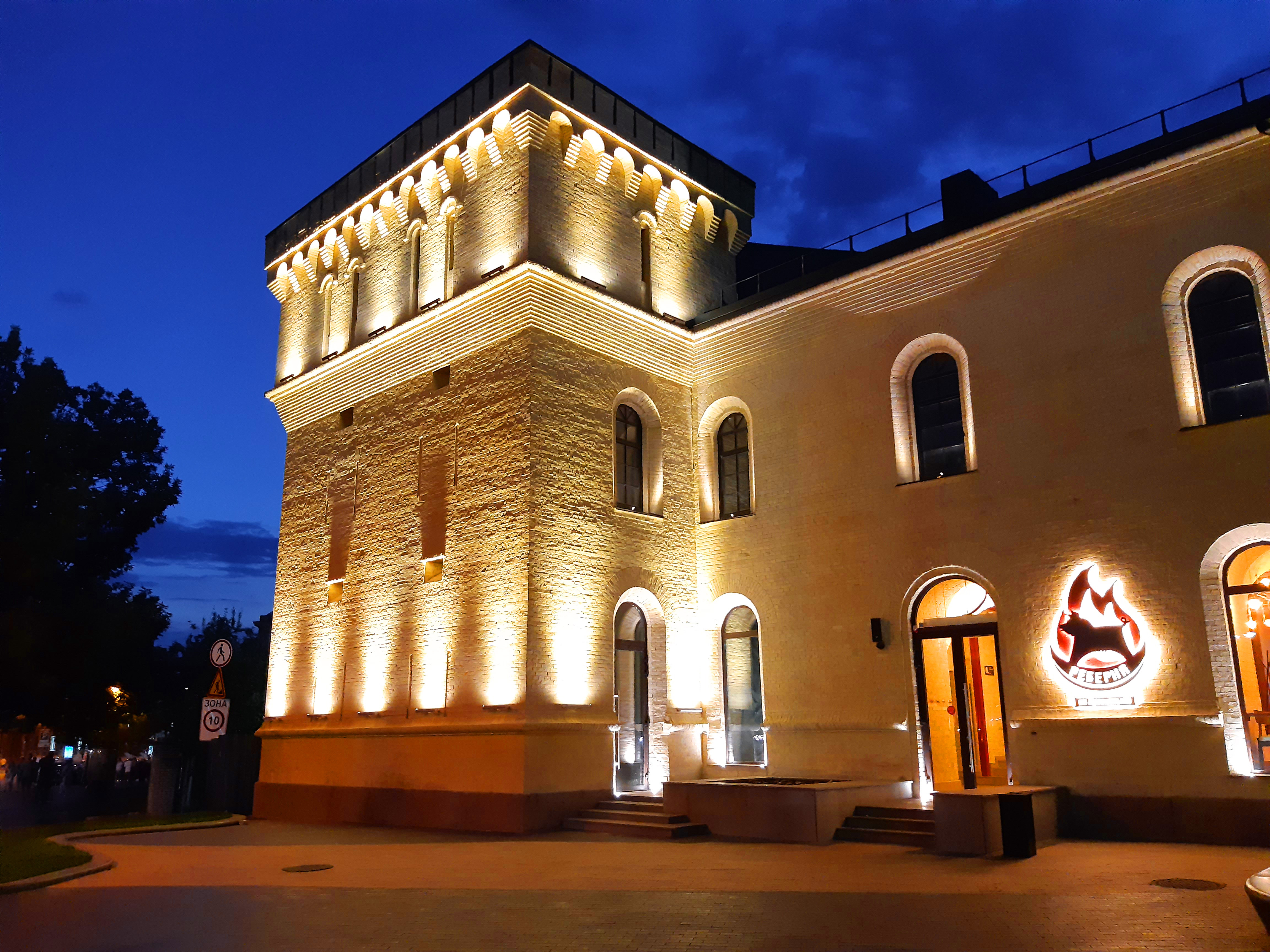
Вежа Микільської брами
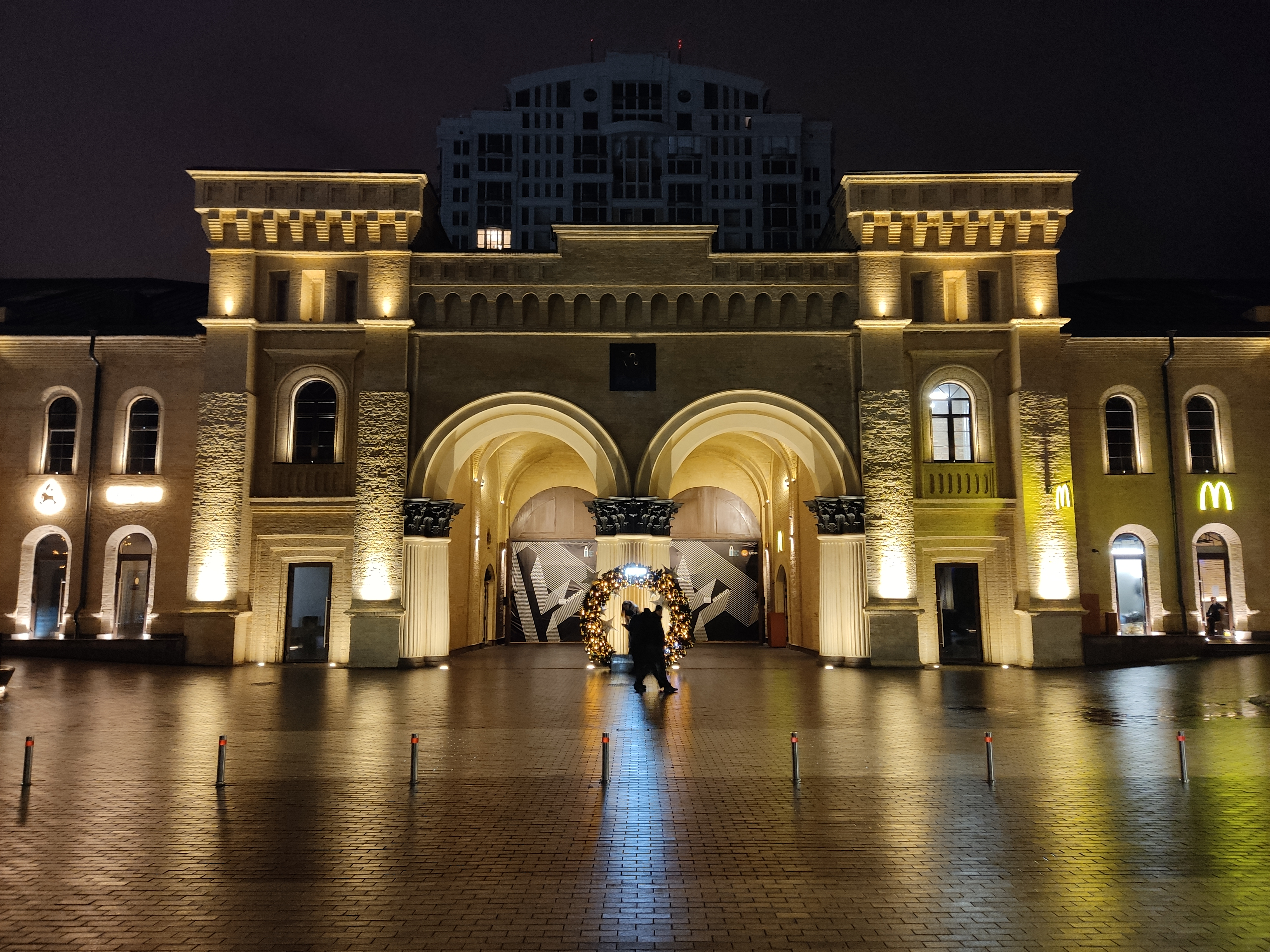
Микільська брама
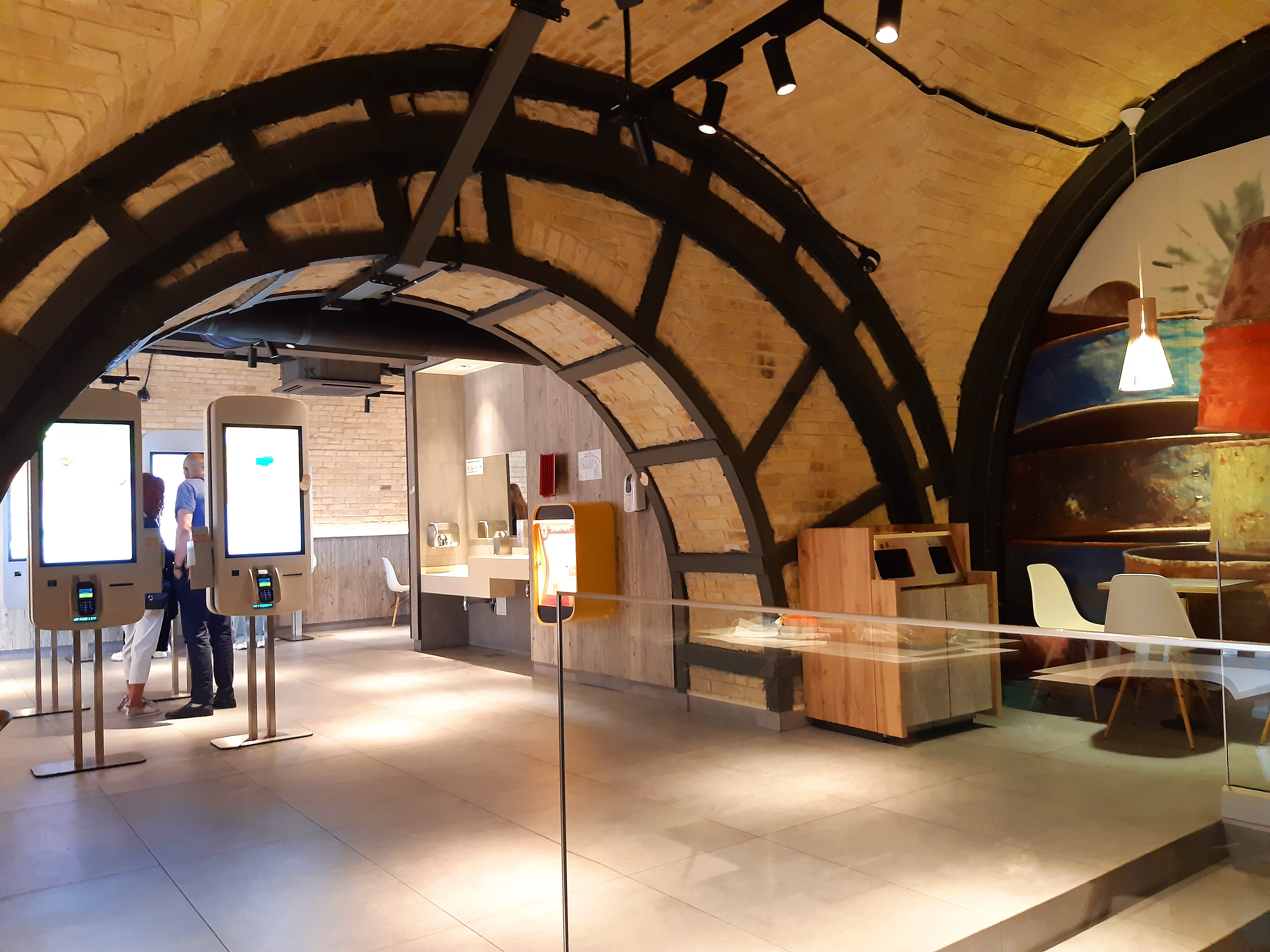
Макдональдс у приміщенні колишніх казарм
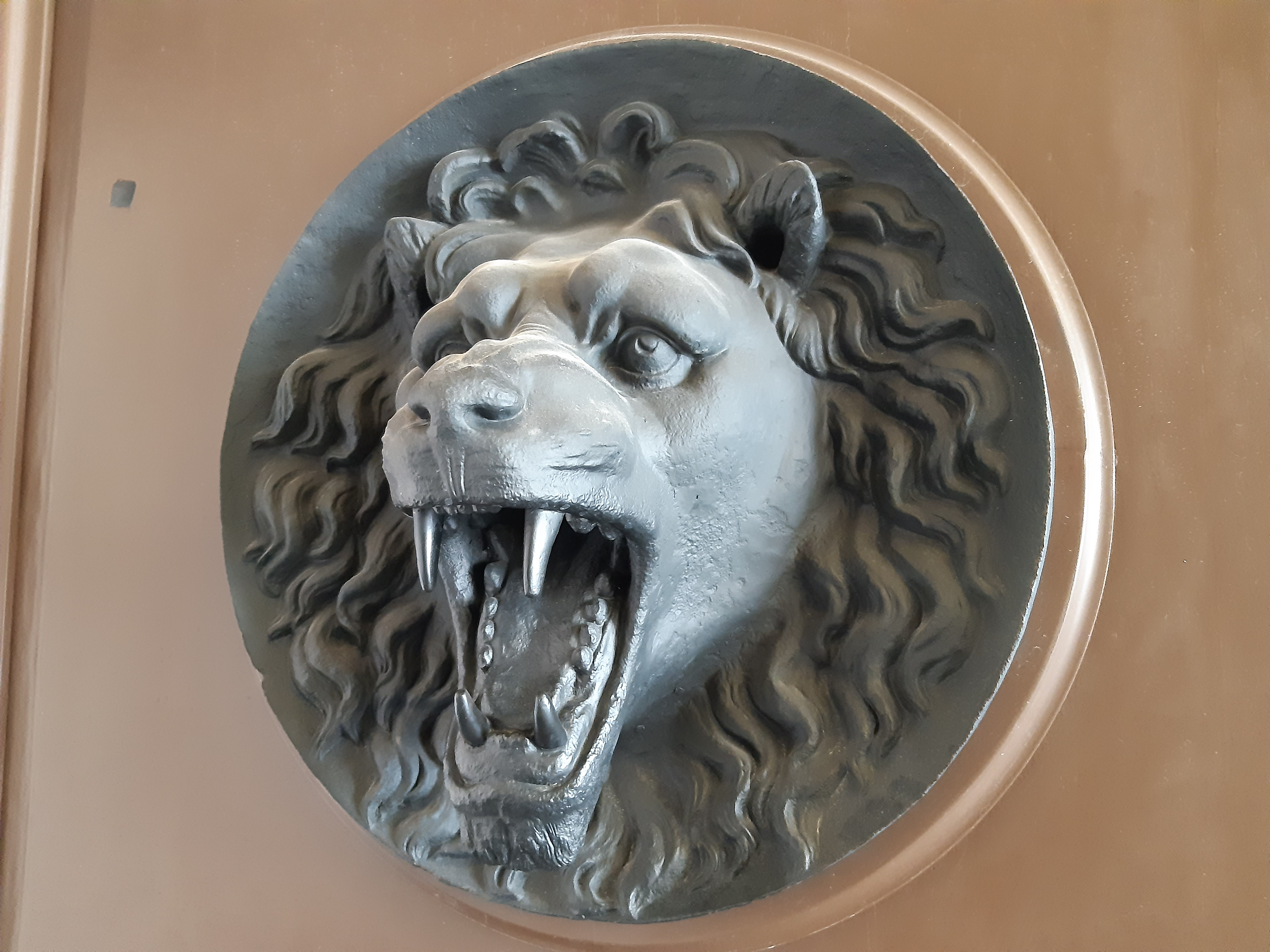
Лев на брамі